# Двоструки грех и друге приче
Двоструки грех и друге приче (енгл. Double Sin and Other Stories) је детективска збирка кратких прича британске књижевнице Агате Кристи (енгл. Agatha Christie) објављена 1961. године.

## Историјат
Првобитно је објављена 1961. године у Сједињеним Америчким Државама у издаваштву Dodd, Mead and Company у тврдом повезу са 247 страна, коштала је 3,50 долара. Мек повез са 181 страном је објавио Pocket Books 1962, а са 191 страном Dell Books 1964. године. У Србији је објављена на енглеском језику у издаваштву Харпер Колинс 2012. Ова збирка није објављена у Уједињеном Краљевству, већ су све приче објављене у другим збиркама: Пас смрти и друге приче, Пустоловина Божићног пудинга, Рани случајеви Херкула Поароа и Последњи случајеви госпођице Марпл и још две приче.

## О књизи
Збирка садржи осам кратких прича „Двоструки грех”, „Осињак”, „Крађа краљевског рубина”, „Кројачка лутка”, „Гриншоов павиљон”, „Дупли траг”, „Последња сеанса” и „Светиште”. Главни ликови су госпођица Марпл и Херкул Поаро, радња се одвија у Лондону.